# Quindío
Quindío (phát âm tiếng Tây Ban Nha: [kinˈdi.o]) là một tỉnh của Colombia. Tỉnh nằm ở vùng trung tây của đất nước. Thủ phủ là thành phố Armenia.